# Мериланд Сити (Мериленд)
Мериланд Сити (енгл. Maryland City) насељено је место без административног статуса у америчкој савезној држави Мериленд.

## Демографија
По попису из 2010. године број становника је 16.093, што је 9.279 (136,2%) становника више него 2000. године.
| Група             | 2000.         | 2010.         |
| Белци             | 4.150 (60,9%) | 5.436 (33,8%) |
| Афроамериканци    | 1.811 (26,6%) | 6.772 (42,1%) |
| Азијати           | 359 (5,3%)    | 1.333 (8,3%)  |
| Хиспаноамериканци | 337 (4,9%)    | 2.151 (13,4%) |
| Укупно            | 6.814         | 16.093        |